# Lutte féminine
 (avril 2025).

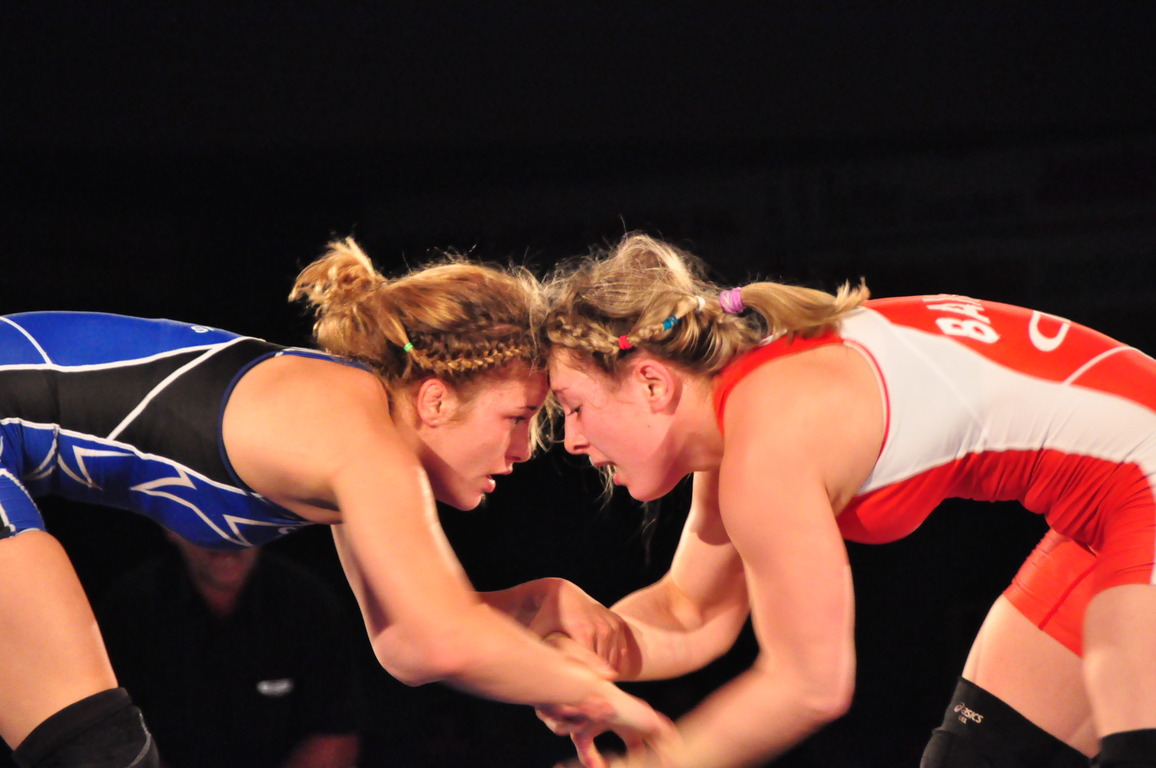
Lutte féminine, lors d'un championnat international en 2010 (Canada).

La lutte féminine est la version féminine de la lutte libre, qui a été reconnue comme discipline olympique à part entière, distincte de la lutte libre, à l’occasion des Jeux Olympiques d’Athènes de 2004, cent ans après l’introduction de la lutte libre au programme olympique. Cette décision s’inscrit dans la politique du CIO visant à établir l’égalité dans le sport et visait également à légitimer les efforts de la Fédération internationale des luttes associées (devenue ensuite l'UWW, United World Wrestling, en 2014) qui soutenait le développement de la lutte féminine depuis la fin des années 80.

## Règles
Les règles de la lutte féminine sont identiques à celles de la lutte libre (qui est uniquement masculine), mais interdit les clefs doubles (double Nelson), considérées comme trop dangereuses pour les femmes.

### Catégories de poids
La lutte féminine comptait sept catégories de poids : 
- <48 kg
- 48 - 51 kg
- 51 - 55 kg
- 55 - 59 kg
- 59 - 63 kg
- 63 - 67 kg
- 67 - 72 kg.

Seules quatre catégories figuraient au programme olympique jusqu'en 2012 :
- <48 kg
- 48 - 53 kg
- 58 - 63 kg
- 67 - 75 kg

À compter des jeux de 2016, les femmes bénéficient d'autant de catégories que les hommes.

## Histoire
Jusque dans les années 1980, la pratique même de la lutte était considérée comme dangereuse pour les jeunes filles et pour les femmes par la Fédération internationale de lutte qui affectait de ne s'adresser qu'aux hommes. Étant tenues par leur affiliation, ses  Fédérations nationales en déconseillaient la pratique, ne l'organisaient par conséquent pas, voire l'interdisaient. Tous les programmes de formation de cadres enseignaient les dangers supposés de la lutte pour les femmes et justifiaient de leur exclusion.
En France, la mixité n'arrivant officiellement qu'avec la loi Haby de 1975, au plan des directives officielles et depuis les affirmations du Docteur Boigey au début du XXe siècle, la lutte était fermement proscrite des programmes scolaires pour les filles. Ceux-ci ne l'admettaient qu'à peine pour les garçons, à très petite dose, seulement sous forme technique analytique au sol et à partir de la classe de seconde. Quelques simulacres d'assaut pouvaient avoir lieu en classe terminale uniquement. Par conséquent les enseignants ne recevaient aucune formation à ce sujet considéré comme parfaitement confidentiel. Seule la méthode de gymnastique suédoise de Ling préconisait un peu de lutte dans sa "partie construite", mais de façon plutôt symbolique et peu quantitative. La formation des professeurs hommes comportant à peine une information sur la lutte, celle-ci était totalement absente de la formation des professeures femmes. En réciproque s'il est permis de dire, la danse était totalement absente de la formation masculine et destinée à la seule formation des dames. 
La fédération de spécialité se trouvant bloquée tant par sa position sociale que ministérielle, c'est une fédération affinitaire [La Fédération Sportive et Gymnique du Travail-FSGT] prônant le libre accès des femmes et des hommes à toutes les activités sportives qui leva cette chape de plomb. Elle relaya institutionnellement dès 1969 quelques initiatives individuelles antérieures dont celle de Bordeaux (1963-1966) conduite dans le cadre d'une expérimentation de la mixité au lycée d'État de Talence (DDJS-33 mise en place Dupuy-Bielle-Joly). Dès cette époque les jeunes filles licenciées à cette fédération affinitaire (membre du CNOSF) purent participer à ses diverses compétitions et tout particulièrement les matchs féminins furent organisés au sein de ses épreuves nationales. Appuyés sur les innovations pédagogiques des "stages Maurice Baquet" impulsés par Robert Mérand les stages de formation d'entraîneur de cette fédération inclurent des points spécifiques en ajoutant la lutte à partir de 1969, ceci pour promouvoir la lutte dans son ensemble, aidant la lutte féminine à prendre un réel essor au cours de cette décennie.Par ailleurs, en région toulonnaise, la commission nationale de lutte de la FSGT se dotait dès la même année 1969 d'un centre estival formant ses cadres en été, le Camp international de la lutte, qui élargit les applications des stages "Maurice Baquet" à la formation de tous ses entraîneurs désormais sensibilisés à l'intérêt du développement de la lutte féminine.
Cet essor demeurait néanmoins bridé par le fait que la FSGT ne pouvait offrir de véritable cadre international autre que des tournois comme le Tournoi international d'Aulnay-sous-Bois. Après plusieurs années fort heureusement ce développement incita les autres fédérations, ne serait-ce que dans la logique sportive de gagner les nouvelles licenciées potentielles, à reconnaître elles aussi la lutte féminine et à prendre à leur tour des initiatives promotionnelles en sa faveur. Cette ouverture bénéficia d'un effet séducteur et ces lutteuses expérimentées tentèrent l'aventure de faire une carrière en lutte féminine amateure. Grâce aux actions mêmes de leur fédération travailliste le rêve d'une carrière internationale en lutte féminine amateure semblait désormais devenu possible. Nombreuses sont celles qui pratiquèrent désormais sous double licence et les plus brillantes d'entre elles réussirent de grandes performances. Denise Picavet fut l'une d'entre elles : championne de France sans interruption de 1976 à 1983, elle créa dès 1982, soit avant la reconnaissance officielle du sport par la FILA, l'un, sinon le premier tournoi international en France à Tourcoing.
Dans un autre domaine et à la même époque (1971) une expérience majeure portant sur des classes mixtes de Cours Moyen recevant une initiation à la lutte eut lieu dans le cadre de l'ENSEPS dite Nouvelle (École normale supérieure d’éducation physique et sportive de Châtenay-Malabry) dont la mission était de préparer les cadres des futures « facultés des sports ». Elle donna lieu à une communication directe sur le sujet et à la soutenance de deux mémoires par Christian Roger Jacques Joly (session S4 traitant de Linguistique, langues étrangère et APS) qui constituèrent tous deux un support institutionnel montrant l'intérêt de la pratique de la lutte en milieu scolaire ainsi que son innocuité pour les filles. Ce travail connut un impact signalé auprès de la Fédération française de lutte puisque son président André Guérin siégea comme membre du jury de soutenance. Ces mémoires représentant la première trace institutionnelle connue préconisent non seulement la lutte pour les filles, mais plus encore de le faire dès l'école élémentaire. Ils ont constitué par suite une référence et un support de formation qui prit place tant dans la formation des enseignants en EPS que des étudiants en général, ils suscitèrent l'intérêt de nombreux techniciens français interpellés par cette question. L'un d'eux, Roland Ernoult réussissait deux sessions plus tard à intégrer aussi la nouvelle ENSEPS et consacrait lui aussi sa recherche aux questions didactiques de l'activité. Ces mémoires furent déposés dans les bibliothèques de l'ENSEPS à Chatenay Malabry et de l'INSEP à Vincennes.
L'étude de la lutte féminine relève par conséquent d'un chapitre de l'histoire du sport radicalement différent de celui des luttes libre et gréco-romaine puisqu'elle nait sensiblement un siècle après les luttes olympiques masculines et cela dans des conditions particulièrement difficiles. S'il est heureux que lutteuses et lutteurs se retrouvent institutionnellement dans la FILA d'aujourd'hui, la connaissance de leur historique propre ne peut en aucun cas être traitée confusément et nécessite un effort spécifique.

### Premières compétitions
La lutte féminine amateure ne fit donc ses premiers pas internationaux que dix années plus tard, en France et en Scandinavie  dans les années 1980. Au début, la lutte libre masculine et féminines connurent une évolution différente, mais finalement la lutte féminine se calqua sur la lutte libre masculine. Elle fut alors et enfin dirigée par un comité spécial de la Fédération internationale des luttes associées (FILA) placé sous la direction de Michel Dusson en 1984.
Le premier Championnat du monde de lutte féminine fut organisé à Lorenskog (Norvège) en 1987.
La lutte féminine fut admise pour la première fois au programme olympique à l’occasion des Jeux olympiques d'été de 2004 à Athènes.
Selon le classement de la dernière Coupe du Monde de lutte féminine, les pays qui dominent ce style sont les suivants : Chine, Japon, Russie, Biélorussie, États-Unis et Allemagne. Au-delà des résultats des Coupes du Monde qui font ressortir les grandes nations de lutte, il faut relever qu’au niveau individuel des pays tels que le Canada, la France, la Suède ou la Pologne comptent d’excellentes compétitrices en lutte féminine.